# Gornji Štrbci
Gornji Štrbci – wieś w Chorwacji, w żupanii licko-seńskiej, w gminie Donji Lapac. W 2011 roku liczyła 18 mieszkańców.